# Eragon (gra komputerowa)
Eragon – komputerowa przygodowa gra akcji wyprodukowana przez Stormfront Studios i wydana przez Sierra Entertainment w 2006 roku na platformy Xbox 360, PlayStation 2, Xbox i Windows. Wydano również przenośną wersję gry, wyprodukowaną przez Amaze Entertainment i wydaną w wersji na Game Boy Advance, Nintendo DS, PSP oraz telefony komórkowe.
Gra wzorowana jest na filmie Eragon, który z kolei został oparty na książce Eragon, napisanej przez Christophera Paoliniego. Gra została wydana 14 listopada 2006 w Stanach Zjednoczonych, 24 listopada 2006 w Europie oraz 23 listopada 2006 w Australii. W grze gracz wciela się w rolę głównego bohatera z książki oraz filmu, Eragona, i w pewnych momentach przejmuje kontrolę nad smoczycą Saphirą. W grę mogą także grać dwie osoby. W misjach naziemnych pierwszy gracz kieruje Eragonem, a drugi Bromem lub Murtaghiem, w pozostałych pierwszy steruje chłopcem, a drugi smoczycą.

## Fabuła
Podczas polowania w Kośćcu, 15-letni Eragon znajduje tajemniczy niebieski kamień. Zatrzymuje go, myśląc, że może to wymienić lub sprzedać. Jednak kamień okazuje się smoczym jajem. Eragon nazywa smoka Saphira ze względu na jej kolor, płeć i fakt, że miejski bajarz, Brom, wymienił imiona smoków i właśnie Saphira jest jednym z tych imion. Smoczyca przyciąga uwagę okrutnego króla Galbatorixa, który wysyła swoich sługusów do Carvahall. Wuj Eragona, Garrow, zostaje zabity, a jego dom zniszczony. Brom, którego Eragon uważa za nic więcej niż starego bajarza, pomaga mu opuścić wioskę.
Eragon, Saphira i Brom udają się do Daret, gdzie zostają zaatakowani w dokach. Zastają resztę miasta w płomieniach i zatrzymują sługi króla z dala od mieszkańców próbujących ugasić ogień. Po opuszczeniu Daret są ścigani przez Ra'zaców, którzy łapią ich w zasadzkę. Saphira zostaje przygnieciona stertą drzew. Eragon i Brom jednocześnie muszą się bronić i uwolnić smoczycę. Po pokonaniu wrogów udają się do Gil'eadu, gdzie zakradają się do miasta i zamierzają uwolnić Aryę. Po długiej walce w twierdzy, Eragon spotyka Aryę i Murtagha, który dołącza do grupy. Podczas walki Brom chroni swoim ciałem Eragona przed włócznią rzuconą przez Durzę. Mężczyzna zostaje śmiertelnie ranny i umiera.
Grupa ucieka z twierdzy na grzbiecie Saphiry, ale muszą stawić czoła Kullom w ruinach Orthíadu. Po ich pokonaniu obierają drogę w głąb Gór Beorskich, gdzie czyha więcej urgali. Przemykają przez obóz urgali, a potem przechodzą przez mglisty wąwóz. Grupa dostaje się do kryjówki Vardenów i bronią ją przed hordami urgali. Eragon i Saphira stają twarzą w twarz po raz drugi z Durzą, który dosiada grzbietu wielkiego, nietoperzo-podobnego potwora. Smoczyca i Smoczy Jeździec zabijają go.